# UV 매핑

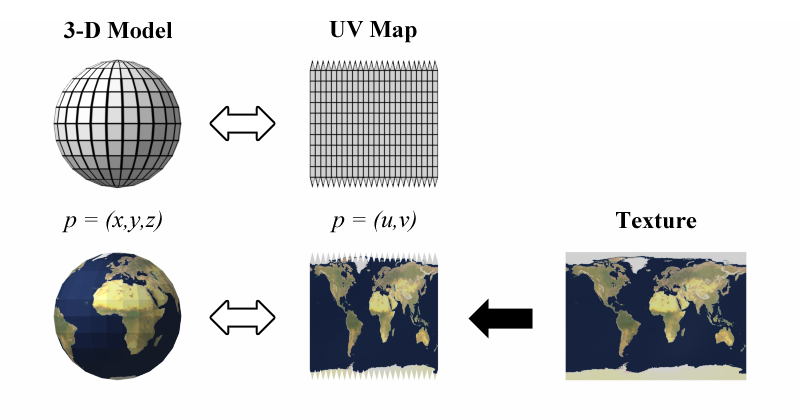
3차원 효과와 관련한 UV 공간의 텍스처 응용.

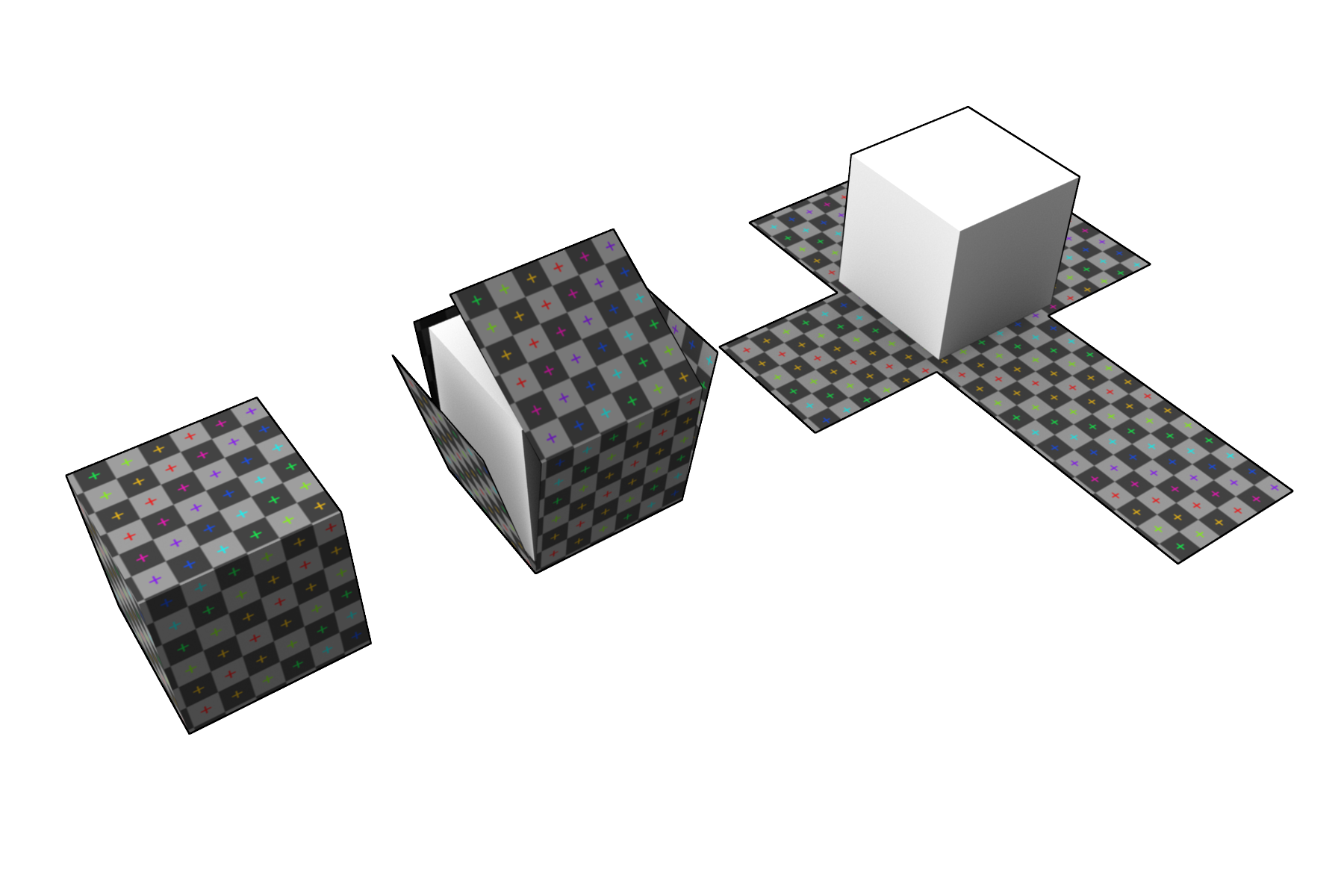
정육면체의 UV 매핑 표현. 평평한 정육면체 전개도는 정육면체를 텍스처화할 수 있다.

UV 매핑(UV mapping)은 2차원 그림을 3차원 모델로 만드는 3차원 모델링 프로세스이다.
가장 단순한 UV 매핑은 세 개의 단계를 요구한다. 메시(mesh) 해체, 텍스처 만들기, 텍스처 적용

## 구체에서 UV 찾기
{\displaystyle u=\sin \theta \cos \phi ={\frac {x}{\sqrt {x^{2}+y^{2}+z^{2}}}}}
{\displaystyle v=\sin \theta \sin \phi ={\frac {y}{\sqrt {x^{2}+y^{2}+z^{2}}}}}

## 같이 보기
- 텍스처 매핑